# Boulevard périphérique de Saint-Étienne

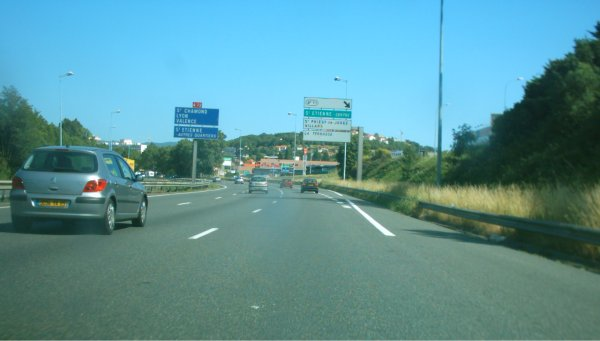
Sortie 11 sur l'A72.

Le Boulevard périphérique de Saint-Étienne permet de contourner la ville de Saint-Étienne par l’est et par l’ouest. Il est composé de plusieurs routes et autoroutes : A47, A72, RN 88 et D201. Ce contournement est en 2×2 voies (2×3 voies entre la Terrasse et l’échangeur de la D201), et limitées successivement à 110 et 70 km/h(depuis le 13 mai 2008).
À noter que jusqu'au 12 mai 2008; la vitesse était limitée à 80 km/h sur les portions où elle est actuellement à 70 km/h.
Le premier tronçon a été construit en 1953 la route nationale 88 reliait Saint-Étienne à Firminy.

## Projet
- Le projet du contournement ouest de Saint-Étienne (COSE) est à l’étude pour permettre de relier l’A72 à la RN 88. Le tracé retenu s’étend sur environ 15 km en 2×2 voie et devrait reprendre une partie du tracé en service[3].

Le 31 janvier 2022, la zone à faibles émissions stéphanoise est mise en place et le boulevard périphérique en constitue la limite extérieure.

## Sorties

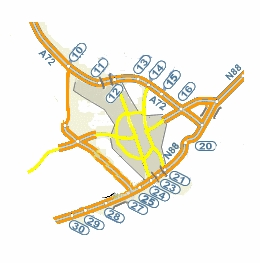
Boulevard périphérique de Saint-Étienne

- Échangeur entre A 72 et D201 vers Firminy et le Puy-en-Velay
- 10 : Porte de centre Saint-Étienne

(Vitesse : 70 km/h, juste après le tunnel)
- 11 : Porte de La Terrasse vers Saint-Étienne
- 12 : Porte de Saint-Priest-en-Jarez
- 13 : Porte de Montreynaud vers Saint-Étienne
- 14 : Porte de La Talaudière
- 15 : Porte de Sorbiers
- 16 : Porte de Saint-Jean-Bonnefonds

- Échangeur entre A 47, A 72 et  N 88
- Radar automatique (Vitesse : 70 km/h, juste avant l'échangeur)
- 20 : Porte de Beaulieu vers Saint-Étienne
- 21 : Porte du Rond-Point - La Métare vers Saint-Étienne
- 22 : Porte de La Rivière vers Saint-Étienne
- 23 : Porte de La Rivière vers Saint-Étienne
- Radar automatique (Vitesse : 70 km/h, dans la descente)
- 24 : Porte de Bellevue vers Annonay et Saint-Étienne
- 25 : Porte de Hôpital Bellevue vers Saint-Étienne
- 26 : Porte de Solaure vers La Ricamarie et Saint-Étienne
- 27 : Porte de Solaure vers Saint-Étienne
- Échangeur entre N 88 et D201 vers Roanne et Clermont-Ferrand